# Tsumoïta
La tsumoïta és un mineral de la classe dels sulfurs, que pertany al grup de la tetradimita. Rep el nom de la mina Tsumo, al Japó, la seva localitat tipus.

## Característiques
La tsumoïta és un sulfur de fórmula química BiTe. Va ser aprovada com a espècie vàlida per l'Associació Mineralògica Internacional l'any 1972. Cristal·litza en el sistema trigonal. La seva duresa a l'escala de Mohs es troba entre 2,5 i 3.
Segons la classificació de Nickel-Strunz, la tsumoïta pertany a «02.DC - Sulfurs metàl·lics, amb variable proporció M:S» juntament amb els següents minerals:, hedleyitaikunolita, ingodita, joseïta-B, kawazulita, laitakarita, nevskita, paraguanajuatita, pilsenita, skippenita, sulfotsumoïta, tel·lurantimoni, tel·lurobismutita, tetradimita, baksanita, joseïta-C, protojoseïta, sztrokayita, vihorlatita i tel·luronevskita.
L'exemplar que va servir per a determinar l'espècie, el que es coneix com a material tipus, es troba conservat al museu de la Universitat de Tòquio, al Japó.

## Formació i jaciments
Va ser descoberta a la mina Tsumo, a la localitat de Masuda (Shimane, Japó). Tot i tractar-se d'una espècie no gaire habitual ha estat descrita en tots els continents del planeta a excepció de l'Antàrtida.